# Réjean Léveillé
Réjean Léveillé est un journaliste et homme politique québécois. Au cours de sa carrière, qu'il a commencé à la station de radio CJLA de Lachute, il a notamment œuvré pour les stations de radio CJMS et CKAC à Montréal, puis pour les réseaux TQS et TVA. Il fut à la barre du TVA Nouvelles (week-end) jusqu'au 9 mars 2014, date à laquelle il prit sa retraite du journalisme.
Il s'est particulièrement fait connaître pour ses reportages «Coup de chapeau», à caractère humain, à travers lesquels il présentait le parcours peu commun de gens hors de l'ordinaire.
Le 5 juillet 2015, il annonce qu'il fait le saut en politique en devenant candidat du Parti conservateur du Canada dans la circonscription fédérale de Saint-Hyacinthe—Bagot.

## Accident de l'hélicoptère TVA
Réjean Léveillé a été impliqué dans un grave accident alors qu'il était à bord l'hélicoptère de la station TVA, qui s'est écrasé devant les studios Mels à Montréal, près de l'autoroute Bonaventure, le 16 décembre 2009, à 7h25 du matin.
Malgré une chute vertigineuse de 1 400 pieds, Réjean Léveillé et le pilote Antoine Léger survivront à l'accident, s'en tirant avec de multiples fractures, entre autres au niveau du dos. Sa convalescence durera plusieurs mois, après quoi il retournera au journalisme, cette fois à titre de chef d'antenne du TVA Nouvelles week-end.

## Carrière politique
Le 5 juillet 2015, un peu plus d'un an après avoir pris sa retraite du journalisme, il annonce qu'il portera les couleurs du Parti conservateur du Canada lors des élections fédérales canadiennes de 2015 dans la circonscription de Saint-Hyacinthe—Bagot. Il termine au quatrième rang avec 16,73 % des voix.
Il connaît aujourd'hui une nouvelle carrière au cabinet du whip en chef du gouvernement du Québec.